# グッドコム
株式会社グッドコム（英: GOODCOM CO.,LTD.）は、飲食店の経営を行う東京都港区の企業。

## 店舗
- 肉なべ嶋 経堂店（東京都世田谷区経堂1－5－8 ロイヤルハイツ経堂B1F）
- 男の勲章 大阪店（大阪府大阪市中央区道頓堀1-1-12 東櫓ビル1F）

## 沿革
- 平成14年12月 - 中川有紀が個人事業としてゆうきのカレーを大阪市北区で開業。
- 平成19年7月 - 資本金300万で「株式会社シーズ」を設立。
- 平成20年8月 - 社名を「株式会社ユウキのカレー」に変更。
- 平成21年8月6日 - 日本証券業協会グリーンシート銘柄（オーディナリー区分）に指定。
- 平成22年12月 - 社名を「株式会社グッドコム」に変更。